# Пушкіно (Рузаєвський район)
Пу́шкіно (рос. Пушкино, ерз. Пушкино) — село у складі Рузаєвського району Мордовії, Росія. Входить до складу Трускляйського сільського поселення.

## Населення
Населення — 11 осіб (2010; 13 у 2002).
Національний склад (станом на 2002 рік):
- мокшани — 100 %